# Кох, Томас (хоккеист)
То́мас Кох (нем. Thomas Koch, родился 17 августа 1983 в Клагенфурте) — австрийский хоккеист, нападающий ХК «Клагенфурт» и сборной Австрии.

## Карьера

### Клубная
Воспитанник хоккейной школы ХК «Клагенфурт». Выступал за хоккейные команды «Клагенфурт», «Лулео» (Швеция) и зальцубргский «Ред Булл».

### В сборной
В составе сборной играл на чемпионатах мира 2003, 2004, 2007, 2009 и 2011. В 2006, 2008 и 2010 годах — участник Первого дивизиона ИИХФ.

## Титулы
- Чемпион Австрии: 2000, 2001, 2004, 2007, 2008, 2010, 2011
- Серебряный призёр первенства Австрии: 2009
- Победитель Межконтинентального кубка: 2010